# Batagur baska

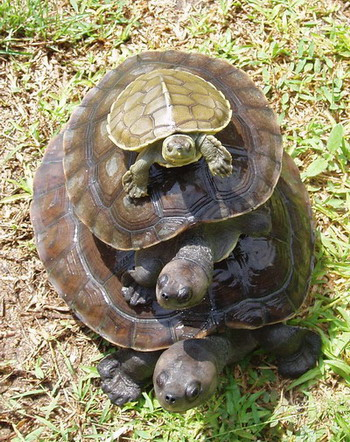
Tre sköldpaddor, samma art men olika ålder.

Batagur baska är en sköldpaddsart som beskrevs av Gray 1831. Batagur baska ingår i släktet Batagur, vilken i sin tur är en del av familjen Geoemydidae. Internationella naturvårdsunionen kategoriserar arten globalt som akut hotad. Arten förekommer i Bangladesh, Indien, Indonesien, Kambodja och Malaysia, tidigare utbredningsområden där arten nu är regionalt utrotad är Myanmar, Singapore, Thailand och Vietnam. Artens habitat består av till stora delar av markbundna boplatser på sandbankar och flodstränder, men man kan även hitta boplatser i tidvattensområden av stora flodmynningar.

## Underarter
Arten delas in i följande underarter:
- B. b. baska
- B. b. ranongensis